# COVID-19-Ausbruch im Weißen Haus

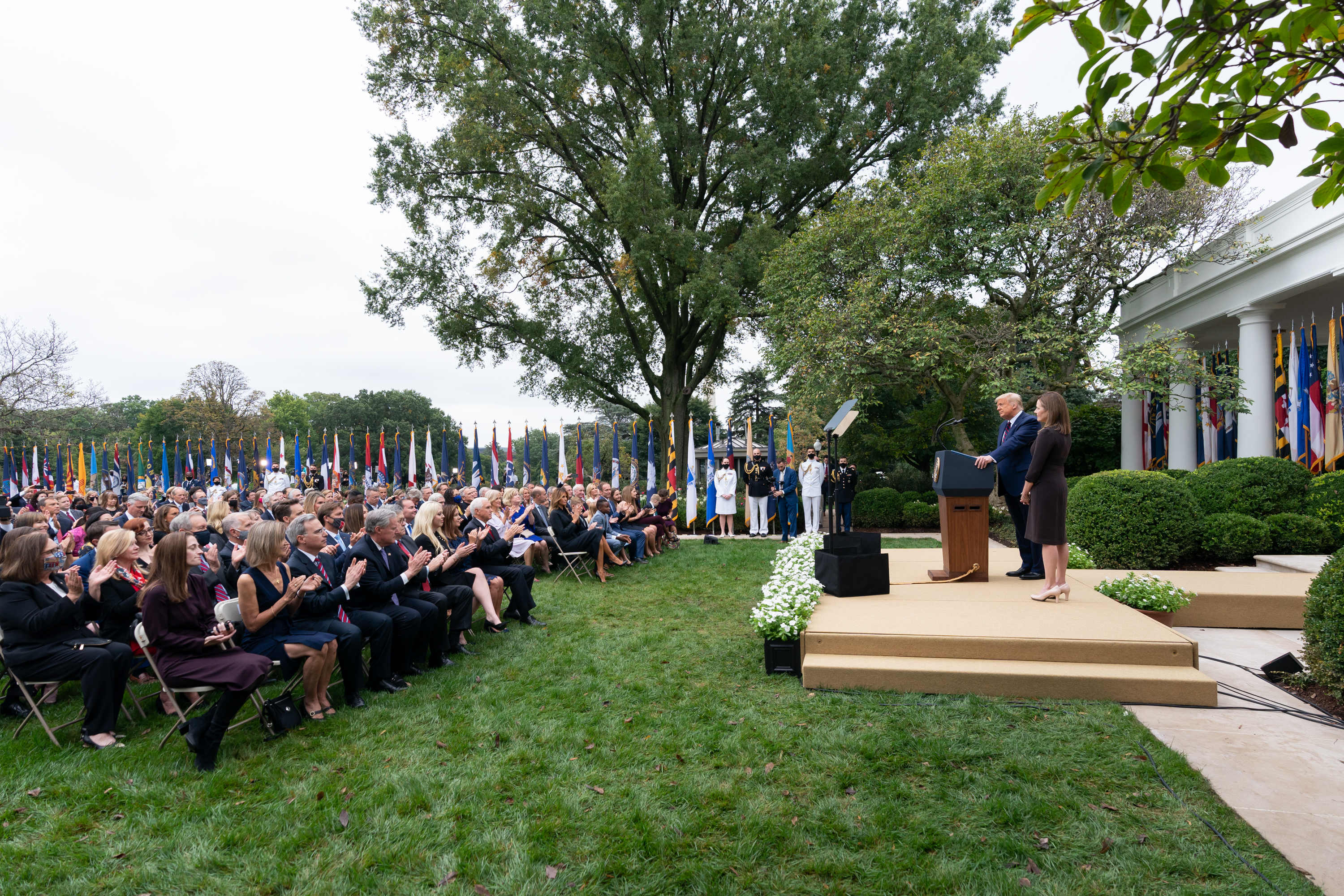
Donald Trump spricht am 26. September 2020 im White House Rose Garden.

Der COVID-19-Ausbruch im Weißen Haus war eine Häufung von SARS-CoV-2-Infektionen, die im September 2020 begann und im Januar 2021 endete und sich unter Menschen ausbreitete, darunter viele US-Regierungsbeamte, die während der COVID-19-Pandemie in Washington, D.C. in engem Kontakt standen. Zahlreiche hochrangige Personen wurden infiziert, darunter Präsident Donald Trump, der drei Tage im Krankenhaus behandelt wurde. Mindestens 48 Mitarbeiter des Weißen Hauses oder Mitarbeiter, die eng mit dem Personal des Weißen Hauses zusammenarbeiten, wurden positiv auf das Virus getestet. Das Weiße Haus widersetzte sich den Bemühungen zur Kontaktverfolgung, sodass unklar blieb, wie viele Menschen insgesamt infiziert waren und was die Ursprünge der Ausbreitung waren.
Viele der Infektionen schienen mit einer Zeremonie in Zusammenhang zu stehen, die am 26. September 2020 stattfand. Trump selbst mag zu diesem Zeitpunkt ansteckend gewesen sein, aber er und sein Gefolge nahmen an mehreren nachfolgenden Veranstaltungen teil, darunter die erste Präsidentschaftsdebatte gegen Joe Biden in Cleveland, Ohio am 29. September. Am nächsten Tag wurde die Präsidentenberaterin Hope Hicks an Bord der Air Force One unter Quarantäne gestellt, als sie mit Trump von einer Wahlkampfveranstaltung in Minnesota zurückkehrte. Im Anschluss daran ging der Präsident planmäßig zu einer Spendenaktion in New Jersey am 1. Oktober, bei der er sich unmaskiert unter Spender mischte. Ende Oktober wurden weitere Infektionen unter den Mitarbeitern von Vizepräsident Mike Pence gemeldet und ein zweiter großer Ausbruch ereignete sich nach dem Wahltag, nachdem Trump eine Wahlparty im East Room abgehalten hatte.